# 玛琳娜·贡谢尼察-达涅尔
玛琳娜·贡谢尼察-达涅尔（波蘭語：Maryna Gąsienica-Daniel，1994年2月19日—），波兰女子高山滑雪运动员，生于波兰扎科帕內。玛琳娜是2013年冬季世界大學運動會女子大回转项目金牌得主。她还代表波兰参加了2014年冬季奧林匹克運動會高山滑雪比賽。
高山滑雪运动员阿格涅什卡·贡谢尼察-达涅尔是她的姐姐。